# 彭亨
彭亨，全稱彭亨繁荣之邦（Pahang Darul Makmur），是位於馬來西亞半島地區東海岸的一個州屬，是西馬土地面积最大的州属，州首府为关丹市，皇城位于北根市。马来西亚半岛最高山峰大汉山位于本州北部。州面积35,964平方公里，人口1,448,000。州最高统治者为苏丹阿都拉，曾擔任第十六任最高元首。

## 历史
在中國史書上，彭亨最早见于《唐书》，称为婆凤。1彭亨自南宋即与福建省通商，1206年的《云麓漫钞》卷第五载“佛囉安、朋豐、達囉啼、達磨國則有木香。”當中的“朋豐”就是彭亨。2
南宋時期的《諸蕃志·三佛齐国》作“蓬豐”，为三佛齐属国。3元朝的 《島夷誌略》作“彭坑”。“石崖週匝崎嶇，遠如平寨，田沃，谷稍登。氣候半熱。男女穿長衫，繫單布捎；富貴女頂帶金圈數四；常人以五色硝珠為圈以束之。民煮海為鹽。釀椰槳為酒，有酋長。地產黃熟香、頭沉速、打白香、腦子、花錫、粗降真。貿易之貨用諸色絹、闍婆布、銅鐵器、漆瓷器、鼓、板之屬。”4
明朝的《星槎胜览》作“彭坑”，《郑和航海图》作“彭杭”，《东西洋考》作「彭亨」。洪武十一年（1379年）彭亨王麻哈剌惹答饒遣使奉金表朝貢。永乐十年（1413年），鄭和出使彭亨國。永樂十二年（1415年）彭亨王遣蘇麻固門的里來朝並貢方物”。
萬曆年間，柔佛國副王子娶彭亨王女，婚前，柔佛國副王送王子到彭亨，彭亨王設宴款待，親戚畢會。彭亨王妹婿是婆羅國王子，當時也在座，舉杯向柔佛國副王道賀。當時婆羅國王子手指上帶著一顆大珍珠，閃閃發光。柔佛國副王願出重金換取大珠，但婆羅國王子不肯割愛，柔佛國副王惱羞成怒，歸國後立刻發兵來攻打彭亨。彭亨人大出所料，不戰自潰，彭亨王和婆羅王子逃奔金山。彭亨王妃的哥哥是浡泥國王，聞訊率兵來援救。柔佛國副王在彭亨大肆焚掠而去。 當時，彭亨國中鬼哭三日，人民半死。浡泥王將妹妹和彭亨王迎回浡泥，彭亨王命長子攝國。后來彭亨王复位，彭亨王次子素來凶悍，毒殺父王，並弒兄自立為彭亨王。5
清朝出版的《明史》作彭亨。

## 地理
彭亨州位于马来西亚半岛东海岸，共35,964 平方公里，由高山及海岸所组成。约80% 土地为原始森林，大马主干山脉蒂迪旺沙山脉穿越此州，使此州拥有著名的金馬仑高原、云顶高原、国家公园等。

## 行政区划
彭亨州由11个县组成：
1. 文冬县
2. 百乐县
3. 金马仑高原县
4. 而连突县
5. 关丹县
6. 立卑县
7. 马兰县
8. 北根县
9. 劳勿县
10. 云冰县
11. 淡马鲁县

## 交通
彭亨的主要大道是東海岸大道，這是吉隆坡-加叻大道的延伸，這條大道連結了東海岸與西馬半島的西海岸
彭亨的主要鐵路為馬來亞鐵道運營的東海岸鐵路線。這條長526公里的鐵路連接了森美蘭金馬士和吉蘭丹道北縣，這條鐵路歷史上曾在英殖民期間用於運輸錫。在2016年，政府宣布了一條更先進的鐵路線，即升級成雙線鐵路與建造東海岸銜接鐵道(ECRL)，以作為東海岸經濟特區(ECER)總體規劃下的一個項目，用於運輸乘客和貨物。規劃中長達688公里的新鐵路線將成為ECER多式聯運設施的骨幹，來連接ECER經濟特區（Special Economic Zone）現有的交通樞紐與西海岸地區。
州內有兩座机場，分別为位於關丹的蘇丹阿末沙機場及位於刁曼島的刁曼國際機場，国內線及国外線航班分別主要來往吉隆坡及新加坡。
海边游輪的航線為雙子星號。

## 教育

### 高等教育
- 馬來西亞國際伊斯蘭大學医学院位于关丹，关丹中央医院为其教学医院；
- 马来西亚彭亨大学，位于关丹及北根。
- 拉曼理工大學彭亨分校，位于关丹

### 国民型华文中学
- 中竞国民型华文中学 SMJK Chung Ching
- 立卑中华国民型华文中学 SMJK Chung Hwa
- 华联国民型华文中学 SMJK Hwa Lian
- 公教国民型华文中学 SMJK Katholik
- 启文国民型华文中学 SMJK Khai Mun
- 丹那布爹国民型华文中学 SMJK Tanah Putih
- 直凉国民型华文中学 SMJK Triang

### 华文独立中学
- 关丹中华独立中学

### 华文小学
文冬县
- 1 启文华小上午校SJK(C) KHAI MUN PAGI,
- 2 启文力巴士华小SJK(C) KHAI MUN REPAS,
- 3 启文暹猛华小SJK(C) KHAI MUN CHAMANG,
- 4 吉打里华小SJK(C) KETARI
- 5 玻璃口华小SJK(C) PERTING
- 6 双溪都亚华小SJK(C) SUNGAI DUA
- 7 加叻华小SJK(C) KARAK
- 8 地里望华小SJK(C) TELEMONG
- 9 文积华小SJK(C) MANCHIS
- 10 武吉丁宜华小SJK(C) BUKIT TINGGI
- 11 美律谷华小SJK(C) LURAH BILUT
- 12 宋溪本祖令华小SJK(C) SUNGAI PENJURING

金马仑高原县
- 13 金马仑华小SJK(C) CAMERON
- 14 丹那拉打华小SJK(C) TANAH RATA
- 15 碧兰璋华小SJK(C) BRINCHANG
- 16 甘榜拉惹华小SJK(C) KAMPUNG RAJA
- 17 巴登威利华小SJK(C) BERTAM VALLEY
- 18 直冷甲华小SJK(C) TRINGKAP
- 19 美兰村华小SJK(C) KEA FARM
- 20 瓜拉德拉华小SJK(C) KUALA TERLA

而连突县
- 21 双溪仁华小SJK(C) SUNGAI JAN
- 22 华都巴来华小SJK(C) BATU BALAI
- 23 而连宋华小SJK(C) JERANSONG
- 24 南唛华小SJK(C) DAMAK

立卑县
- 25 美拿华小SJK(C) MELA
- 26 立卑中华华小SJK(C) CHUNG HWA
- 27 巴登东姑华小SJK(C) PADANG TENGKU
- 28 日利谷华小SJK(C) JERKOH
- 29 槟绒华小SJK(C) PENJOM
- 30 文达华小SJK(C) BENTA

关丹县
- 31 士满慕华小SJK(C) SEMAMBU
- 32 关丹中菁华小SJK(C) CHUNG CHING
- 33 关丹光华华小SJK(C) KWANG HWA
- 34 关丹培才华小SJK(C) PEI CHAI
- 35 甘孟华小SJK(C) GAMBANG
- 36 关丹育贤华小SJK(C) YOKE SHIAN
- 37 关丹公民华小SJK(C) KONG MIN
- 38 林明华小SJK(C) LEMBING
- 39 班珍华小SJK(C) PANCHING
- 40 双溪索培民华小SJK(C) POOI MING
- 41 关丹达士园华小SJK(C) TAMAN TAS

北根县
- 42 北根中华华小SJK(C) PEKAN
- 43 北根那示启华华小SJK(C) KEE WHA
- 44 北根港口育华华小SJK(C) YOKE HWA

云冰县
- 45 云冰华小SJK(C) ROMPIN

劳勿县
- 46 中竞华小SJK(C) CHUNG CHING
- 47 新巴力华小SJK(C) SEMPALIT
- 48 双溪兰华小SJK(C) SUNGAI RUAN
- 49 育华华小SJK(C) YUH HWA
- 50 双溪内华小SJK(C) SG LUI
- 51 积罗华小SJK(C) CHEROH
- 52 都赖华小SJK(C) TRAS
- 53 双溪只登华小SJK(C) SUNGAI CHETANG
- 54 生利华小SJK(C) SANG LEE
- 55 双溪吉流华小SJK(C) SG KLAU

淡马鲁县
- 56 双溪加旺华小SJK(C) SUNGAI KAWANG
- 57 淡马鲁启智华小SJK(C) KHEE CHEE
- 58 文德甲华小一校SJK(C) MENTAKAB (1)
- 59 文德甲华小二校SJK(C) MENTAKAB (2)
- 60 联增华小SJK(C) LANCHANG
- 61 姚贞暖华小SJK(C) YEOW CHENG LUAN
- 62 吉道华小SJK(C) KERDAU
- 63 瓜拉吉挠华小SJK(C) KUALA KRAU

百乐县
- 64 直凉华小一校SJK(C) TRIANG (1)
- 65 直凉立德华小SJK(C) TRIANG (2)
- 66 吉拉央华小SJK(C) KERAYONG
- 67 明光华小SJK(C) MENGKUANG
- 68 明加叻华小SJK (C) MENGKARAK
- 69 金马梳华小SJK(C) KEMASUL
- 70 文德里华小SJK(C) MENTERI
- 71 金马扬华小SJK(C) KEMAYAN

马兰县
- 72 斯里再也培民华小SJK(C) PEI MIN
- 73 马兰华小SJK(C) MARAN
- 74 热力华小SJK(C) JERIK

## 购物商場
- 云顶第一城
- 云顶高原名牌折扣购物中心
- 云天大道
- 关丹成功广場
- 东海岸广場
- 关丹百利广場
- 关丹城市广場
- 德伦敦大廈
- 金马仑广場
- 文德甲星光商业城广場
- 淡马魯广場

## 旅游名胜地
- 金馬崙高原：马来西亚最大的高原度假胜地，盛产茶叶，它也是马来西亚最大的温带蔬菜与花朵种植区。
- 云顶高原：由丹斯里林梧桐所建立，是马来西亚唯一的合法赌场，也是主题公园，拥有世界上最大的酒店。
- 福隆港：是以看鸟闻名的高原度假胜地。
- 大汉山国家公园：全马最大的原始森林公园，大马半岛最高峰大汉山座落于此。
- 百乐湖：大马最大的自然湖。
- 珍妮湖：富有神秘色彩与美丽传说的湖泊，也有莲花湖之称。
- 刁曼岛：被喻为世界十大最美丽的岛屿之一。
- 遮拉汀：以環境優美的熱帶雨林生態著稱，有多家知名飯店在此。

## 延伸阅读
[在维基数据编辑]
 《欽定古今圖書集成·方輿彙編·邊裔典·彭亨部》，出自陈梦雷《古今圖書集成》
 《明史卷三百二十五》，出自《明史》